# 惠安刘氏民居
惠安刘氏民居，即刘會故居，位于中国福建省惠安县螺城镇中山北路，明万历二十八年（1601年）赐建。坐西北朝东南，四列三落五开间建筑群，占地面积4000多平方米。每列由门厅、大厅、后厅等组成，前低后高，硬山顶，山墙“出砖入石”，布局完整，规模宏大。是典型的闽南明代府第式建筑。2005年5月11日公布为第六批福建省文物保护单位。